# William Wycherley
William Wycherley (Clive, 1640 – Londra, 1716) è stato un commediografo inglese.
Scrisse quattro commedie di successo; la prima fu Love in a Wood: or St. James's Park e venne rappresentata a partire dal 1671. Due anni dopo fu lanciata The Gentlemen Dancing Master, in cui Wycherley prese spunto da Pedro Calderón de la Barca. Wycherley attraverso queste due commedie si avvalse della satira per contestare l'austerità morale della borghesia inglese dell'epoca. Nel 1675 Wycherley pubblicò La moglie di campagna, altra opera teatrale di successo e che riprendeva gli stilemi tipici della Restaurazione. A quest'opera seguì The Plain Dealer, un anno dopo, in cui Wycherley espresse con moralismo feroci critiche all'ipocrisia e alla lascivia della popolazione londinese di quegli anni.